# Britt en Ymke stellen vragen
Britt en Ymke stellen vragen is een Nederlands televisieprogramma van RTL dat uitgezonden werd door RTL 5. De presentatie van het programma was in handen van Britt Dekker en Ymke Wieringa. Elke aflevering van het programma bestond uit twee onderdelen: een deel waarin Dekker en Wieringa bekende Nederlanders bezoeken en om tips, advies en wijsheid vragen bij hun nieuwe status als bekende Nederlander, en het tweede deel was een interview in de studio.

## Afleveringen
| Nr. | Thema                     | Studiogast         | Kijkcijfers | Uitzenddatum     |  |
| --- | ------------------------- | ------------------ | ----------- | ---------------- |  |
| 1   | Onervaren                 | Catherine Keyl     | 465.000     | 23 oktober 2012  |  |
| 2   | Relaties                  | Gordon Heuckeroth  | 274.000     | 30 oktober 2012  |  |
| 3   | Playboy                   | Lieke van Lexmond  | 313.000     | 6 november 2012  |  |
| 4   | Imago                     | Xander de Buisonjé | 264.000     | 13 november 2012 |  |
| 5   | Eten                      | René Froger        | 303.000     | 20 november 2012 |  |
| 6   | Geld                      | René van der Gijp  | 308.000     | 27 november 2012 |  |
| 7   | Carrièreverandering       | Ferry Doedens      | 208.000     | 4 december 2012  |  |
| 8   | BN'er zijn, BN'er blijven | Henny Huisman      | 183.000     | 11 december 2012 |  |